# Pippa Norris

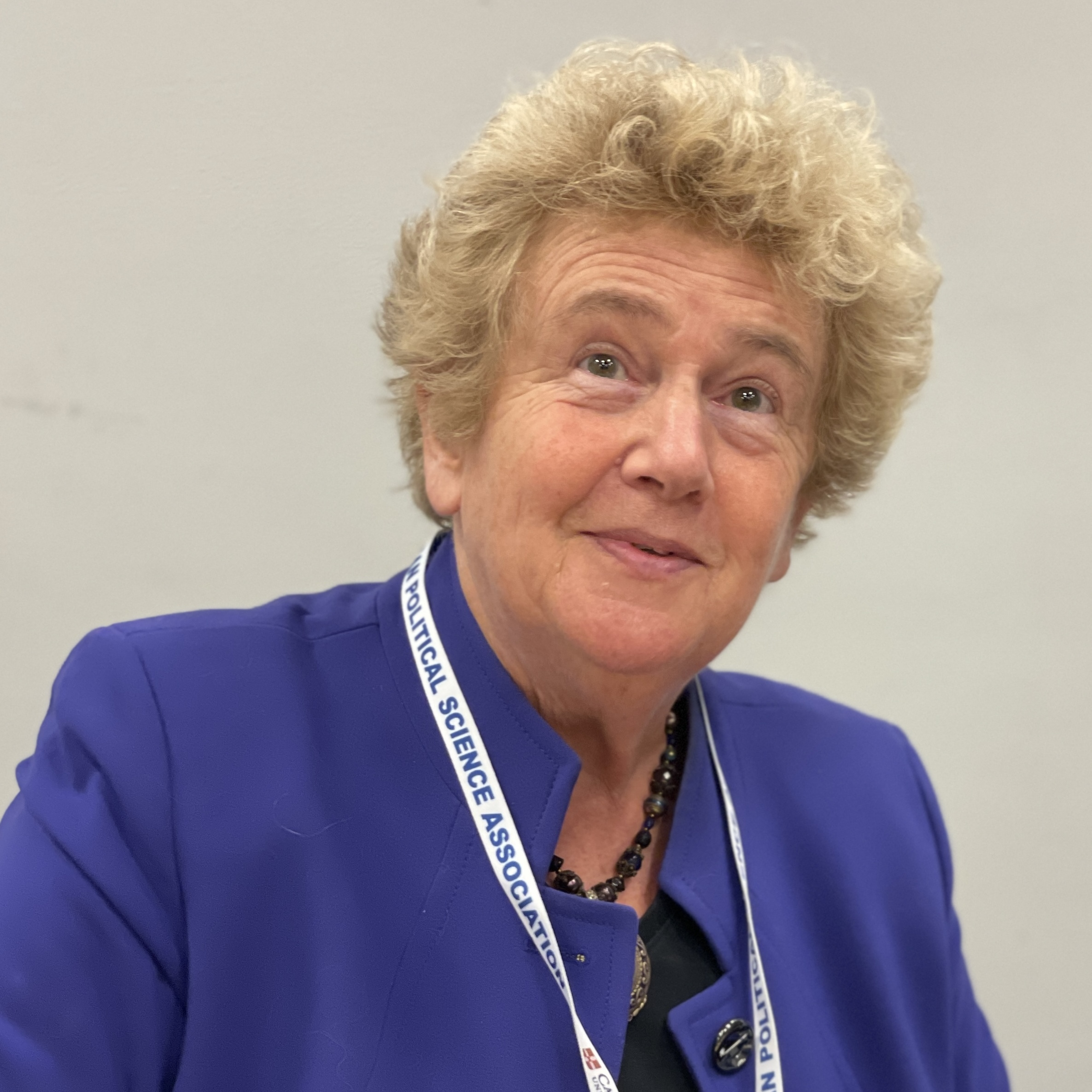
Pippa Norris (2022)

Pippa Norris (* 10. Juli 1953 in London) ist eine britisch-US-amerikanische Politologin und McGuire Lecturer in Comparative Politics (Vergleichende Politikwissenschaft) an der Kennedy School of Government, Harvard University. 

## Leben und Werk
Norris erwarb den Bachelor of Arts in Politik und Philosophie an der Warwick University, den Master und den Ph. D. (1986) in Politik an der London School of Economics. Sie lehrte dann an der Edinburgh University, bevor sie 1993 an die Harvard University ging.
Ihre Forschung vergleicht Wahlen und öffentliche Meinung, demokratische Einrichtungen und Kulturen, Genderpolitik und politische Kommunikation weltweit. Sie hat auch das Democratic Governance beim Entwicklungsprogramm der Vereinten Nationen in New York geleitet und diente als Expertin für viele Organisationen wie der OSZE, Weltbank, UNESCO, NDI und UN-Frauenrechts-Kommission. Sie gehört zu den meistzitierten Politologen in der Welt.
Sie war Australian Laureate Fellow Professor of Government and International Relations an der University of Sydney, Direktorin für das Electoral Integrity Project. Ehrendoktorate hat sie von der University of Edinburgh, der Universität Bergen, der Leuphana Universität und der Warwick University. Sie wurde 2018 in die American Academy of Arts and Sciences gewählt. Norris erhielt den Sir Isaiah Berlin Lifetime Achievement Award von der Political Studies Association of the UK und den Karl Deutsch Award. Gemeinsam mit Ronald Inglehart erhielt sie 2011 den Johan-Skytte-Preis, die höchste Auszeichnung in der Politologie. 2024 wurde Norris zum internationalen Mitglied der British Academy gewählt.

## Schriften
- In Praise of Skepticism: Trust but Verify, Oxford UP, 2022, ISBN  978-019753010-8
- mit Ronald Inglehart: Cultural Backlash, New York: Cambridge University Press 2019. ISBN 978-1-10844442-2.
- Strengthening Electoral Integrity, New York 2017.
- Why Elections Fail, New York 2015.
- Why Electoral Integrity Matters, New York 2014.
- Making Democratic Governance Work: The Impact of Regimes on Prosperity, Welfare and Peace, New York 2012.
- Democratic Deficit: Critical Citizens Revisited, New York 2011. ISBN 978-0-52119751-9.
- mit Ronald Inglehart: Sacred and Secular: Politics and Religion Worldwide, Cambridge UP, New York 2004. ISBN 0-521-54872-1. 2. Aufl. 2012, ISBN 978-110764837-1.
- Electoral Engineering: Voting Rules and Political Behavior. Cambridge University Press, Cambridge 2004, ISBN 978-0-521-82977-9.
- Politics and Sexual Equality, 1986